# Malaja Purga
Malaja Purga (oroszul Малая Пурга [Malaja Purga], udmurtul Пичи Пурга [Picsi Purga]) falu Oroszországban, Udmurtföldön, a Malaja Purga-i járás székhelye.
Lakossága: 7711 fő (a 2010. évi népszámláláskor).
Udmurtföld déli részén, Izsevszktől kb. 37 km-re, Tatárföld határán helyezkedik el. A legközelebbi város és vasútállomás a tőle 4 km-re délre lévő tatárföldi Agriz. 
Templomát 1860-ban nyitották meg, ettől kezdve számított a település falunak (szelo). 1929-ben az akkor létrehozott járás székhelye lett. 1933-ban kórháza épült. 